# 일본의 바람
일본의 바람(일본어: ふるさとの風 후루사토노카제[*])은 일본 정부 산하 기관인 납치문제대책본부가 조선민주주의인민공화국 지역의 주민들을 청취 대상으로 하는 단파방송이다. 2007년 7월 9일 방송을 시작하였으나, 주파수, 방송 시간은 공식적으로 발표하지 않았다.

## 방송 언어
일본의 바람 방송은 2원화된 한국어와 일본어 이름으로 방송하고 있다.
- 한국어: 일본의 바람
- 일본어: ふるさとの風(고향의 바람)

## 방송 주파수
2010년 10월 기준으로 공표되고 있는 주파수는 다음과 같다.
- 한국어

| 한국 표준시 | 단파 주파수 | 비고 |
| ----------- | ----------- | ---- |
| 22:00-22:30 | 9950kHz     | 매일 |
| 24:00-24:30 | 9975kHz     | 매일 |
| 24:30-25:00 | 9965kHz     | 매일 |

- 일본어

| 한국 표준시 | 단파 주파수 | 비고 |
| ----------- | ----------- | ---- |
| 22:30-22:57 | 9950kHz     | 매일 |
| 23:30-24:00 | 9960kHz     | 매일 |
| 25:00-25:30 | 9780kHz     | 매일 |

## 같이 보기
- 대북방송